# Antonino Celona
Antonino Celona (Ganzirri, 13 aprile 1873 – Ganzirri, 15 ottobre 1952) è stato un presbitero italiano fondatore della congregazione delle Ancelle Riparatrici del Sacro Cuore di Gesù.

## Biografia
Antonio o Antonino Celona fu ordinato sacerdote il 21 dicembre 1895. Completó a Roma i suoi studi specializzandosi in teologia e diritto canonico. Fu direttore spirituale del seminario di Oppido Mamertina per circa 11 anni. Dopo il terremoto del 1908 tornò a Messina e collaborò con il santo messinese Annibale Maria di Francia aiutando poveri ed orfani. Nel 1918  fondò la congregazione delle Ancelle riparatrici del Sacro Cuore di Gesù. Il suo ordine si diffuse in Europa, Nord America, America Latina e Africa. 
Nel 1928 venne inaugurato a Messina il tempio a Gesù Sacramentato. 
Negli anni 1930-34 in comunità si crearono delle divisioni e si ritirò nel Santuario della Madonna di Montalto ove fu nominato rettore.  Ottenne poi l'incarico per l'ufficio di Decano alla Cattedrale di Messina il 21 agosto 1935 e nel 1943 si ritirò a Ganzirri a causa dei bombardamenti.  
Mentre la sua salute declinava, egli passava il tempo pregando, scrivendo e dedicandosi a varie attività di apostolato finché le forze fisiche glielo consentirono. 
Dal 1965 le sue spoglie mortali riposano nel tempio di Gesù Sacramentato presso la Casa Madre dell’Istituto, presenza perenne, esortazione e incoraggiamento, per tutti i seguaci della sua spiritualità.
È stato dichiarato Venerabile nel 2015.
Nella stessa chiesa riposano anche la prima madre superiora cofondatrice suor M. Serafina Palermo (1884–1970) e la serva di Dio Suor Maria Alfonsa Bruno di Gesù Bambino (1937–1994).